# Veia tibial posterior
A veia tibial posterior é uma veia do membro inferior.